# Харченко, Валерий Николаевич
Валерий Николаевич Харченко (3 февраля 1938, Манченки, Харьковская область — 25 июня 2019, Москва) — советский и российский кинорежиссёр, сценарист и актёр. Заслуженный деятель искусств Российской Федерации (2002).

## Биография
Родился 3 февраля 1938 года в селе Манченки, Харьковская область. В 1960 году окончил Харьковский политехнический институт, в 1971 году — режиссёрский факультет ВГИКа (мастерская С. Герасимова). Был ассистентом режиссёра на фильмах «Кража» и «Зеркало», а также вторым режиссёром на фильме «Лаутары». В целом, в качестве режиссера выступал в более, чем 17 фильмах и сериалах, а в качестве актера исполнял роли в 7 киноработах . Как генеральный директор возглавлял ООО «Студия С.С.С.Р.» (С.С.С.Р. - Creative Culture Cinema Production)  ; (официальная страница студии "ВКОНТАКТЕ" - https://m.vk.com/sssr_studio ).
Еще с самого начала профессиональной карьеры сотрудничал с различными творческими личностями, в дальнейшем становившимися известными. В одном из фильмов - "Фантазии Веснухина" - набирающая популярность эстрадная певица Пугачёва, Алла Борисовна участвовала в создании музыкального сопровождения и записала несколько песен, в последствии вышедших в фильме . Режиссер Соловьёв, Сергей Александрович (кинорежиссёр), и регулярное взаимодействие с ним, привели даже к выходу авторского сериала мемуарного жанра "Те, с которыми я...", где один режиссер делится своими наблюдениями другому  .
Люди, кому довелось взаимодействовать с Валерием Николаевичем Харченко, вспоминают о нем, как о "компетентном режиссере, ответственно подходящему к работе, сочетающему и консервативные предпочтения, и инновации". Примером последнего можно считать как введение в съемочную группу только начинающих "вдохновленных идеей" специалистов, так и сотрудничество с профессионалами других областей: психологом, по авторским арт-техникам вводящему актеров "в роль" (ссылка на автора воспоминаний - ).
В марте 2014 года вместе с рядом других деятелей науки и культуры выразил своё несогласие с политикой российской власти в Крыму.
Был женат на актрисе Кларе Сергеевне Беловой (7 ноября 1950 - 15 февраля 2009) - советской и российской актрисе театра и кино, снявшейся в более, чем двадцати кинематографических работах , похороненной еще при жизни супруга в Москве на Перепечинском кладбище.
Сын - Артемий Белов - продолжил деятельность семьи и возглавил кинематографическую ООО "Студия С.С.С.Р.", став её основным продюсером (официальная страница "ВКОНТАКТЕ" - ).
Последний период жизни Валерий Николаевич проживал в Доме ветеранов кино, имел злокачественную опухоль. Умер 25 июня 2019 года. Похоронен на Троекуровском кладбище в Москве (уч. 25a).

## Фильмография

### Режиссёр
- 1975 — Между небом и землёй (совместно с Михаилом Бадикяну)
- 1976 — Фантазии Веснухина
- 1978 — Повар и певица (совместно с Мукадасом Махмудовым)
- 1979 — Бабушки надвое сказали… (совместно с Юрием Клебановым)
- 1983 — Раннее, раннее утро
- 1985 — Документ Р
- 1988 — Прошедшее вернуть…
- 1990 — Супермент
- 1992 — Короткое дыхание любви
- 1997 — Война окончена. Забудьте…
- 1999 — Вы будете смеяться
- 2000 — Чёрная комната
- 2000 — Салон красоты
- 2001 — Времена не выбирают
- 2010 — 2014 — Те, с которыми я…
- 2013 — Вагончик мой дальний
- 2015 — Праздник непослушания (совместно с Алексеем Волковым)

### Сценарист
- 1983 — Раннее, раннее утро
- 2013 — Вагончик мой дальний (по повести А. И. Приставкина «Вагончик мой дальний»)[12][13]

### Актёр
- 1969 — Взрыв после полуночи
- 1972 — Зарубки на память
- 1973 — Дом для Серафима
- 2014 — Высокая кухня — Виктор